# Kultebosjön
Kultebosjön är en sjö i Söderhamns kommun i Hälsingland och ingår i Ljusnan-Skärjåns kustområde. Sjön har en area på 0,4 kvadratkilometer och ligger 2 meter över havet.

## Delavrinningsområde
Kultebosjön ingår i det delavrinningsområde (678050-157138) som SMHI kallar för Utloppet av Kultebosjön. Medelhöjden är 14 meter över havet och ytan är 6,71 kvadratkilometer. Det finns ett avrinningsområde uppströms, och räknas det in blir den ackumulerade arean 17,62 kvadratkilometer. Avrinningsområdets utflöde mynnar i havet. Avrinningsområdet består mestadels av skog (91 procent). Avrinningsområdet har 0,4 kvadratkilometer vattenytor vilket ger det en sjöprocent på 6 procent.